# GenICam
GenICam（ジェニカム、Generic Interface for Cameras）はマシンビジョン産業用カメラに向けた汎用プログラミングインターフェース規格である。この規格の目的は、産業用カメラのインターフェース技術（GigE Vision、USB3 Vision、CoaXPress、Camera Linkなど）とユーザーアプリケーションプログラミングインタフェース（API）を切り離すことにある。

## 歴史
GenICamは欧州マシンビジョン協会（EMVA、European Machine Vision Association）によって管理されている。GenICamの標準化は2003年に始まり、最初のモジュールであるGenApiは2006年に批准され、最終モジュールであるGenTLは2008年に批准された。
|                            | 本社       | 備考                               |
| -------------------------- | ---------- | ---------------------------------- |
| Basler                     | ドイツ     |                                    |
| Stemmer imaging            | ドイツ     |                                    |
| Teledyne Dalsa             | カナダ     |                                    |
| JAI                        | デンマーク |                                    |
| Pleora                     | カナダ     |                                    |
| MVTec                      | ドイツ     |                                    |
| Matrox                     | カナダ     |                                    |
| ナショナルインスツルメンツ | 米国       |                                    |
| Matrix Vision              | ドイツ     | 2017年にBalluff社に買収された      |
| Allied Vision              | ドイツ     |                                    |
| 東芝テリー                 | 日本       |                                    |
| Baumer                     | ドイツ     |                                    |
| Point Grey Research        | ドイツ     | 2016年にFLIR社に買収された         |
| Leutron Vision             | スイス     | 2012年に解散                       |
| Euresys                    | ベルギー   |                                    |
| Sensor to Image            | ドイツ     | 2017年にEuresys社に買収された      |
| MathWorks                  | 米国       |                                    |
| Active Silicon             | 英国       |                                    |
| Adimec                     | オランダ   |                                    |
| SICK                       | ドイツ     |                                    |
| Aval data                  | 日本       |                                    |
| Mikrotron                  | ドイツ     |                                    |
| IDS                        | ドイツ     |                                    |
| Bitflow                    | 米国       | 2023年アドバンテック社に買収された |
| e2v semiconductors         | フランス   | 2017年テレダイン社に買収された     |
| AT Sensors                 | ドイツ     |                                    |
| Silicon software           | ドイツ     | 2018年Basler社に買収された         |
| Vieworks                   | 韓国       |                                    |
| 浜松ホトニクス             | 日本       |                                    |
| SVS Vistek                 | ドイツ     |                                    |
| オムロンセンテック         | 日本       |                                    |
| Gardasoft                  | 英国       | 2021年にCCS社の子会社となった      |
| China Daheng               | 中国       |                                    |
| Lucid Imaging              | インド     |                                    |
| ソニー                     | 日本       |                                    |
| PCO                        | ドイツ     | 2021年Excelitas社に買収された      |
| XIMEA                      | ドイツ     |                                    |
| CCS                        | 日本       |                                    |
| ダイトロン                 | 日本       |                                    |
| マクニカ                   | 日本       |                                    |
| CIS                        | 日本       |                                    |
| PhotonFocus                | スイス     |                                    |
| Components express         | 米国       |                                    |

## 構成と機能
GenICamは、マシンビジョン分野の主要なタスクを汎用的な方法で解決するための3つのモジュールで構成される。
- GenApi： XML記述ファイルを使用してカメラを設定し、カメラへのアクセスおよび制御方法の詳細を記述する；
- 標準機能命名規則（SFNC、Standard Feature Naming Convention）：相互運用性を促進するために、カメラの共通機能に推奨される名前と型を提供する。
- GenTL： カメラから画像を取得し、ユーザアプリケーションに転送するためのトランスポート層インターフェイス。

GenICamは５つの基本的機能を提供する
1. カメラの設定 : フレームサイズ、取り込み速度、ピクセルフォーマット、ゲイン、画像オフセットといったさまざまなカメラ機能をサポートする。
2. 画像取得 : カメラとユーザインターフェース間に「アクセスチャネル」を作成し、画像の受信を開始する。
3. グラフィカルユーザインターフェース : GUIによってカメラとシームレスに通信できる。
4. 追加データの送信 : カメラは画像データの他に追加データを送ることができる。典型的な例としては、ヒストグラム情報、タイムスタンプ、フレーム内の関心領域などがある。
5. イベント転送 : カメラは「イベントチャネル」を通じてアプリケーションと通信することができる。

## プロジェクト
GenICamカメラの制御と画像取得のためのオープンソースライブラリとしてAravisがある。